# Charles Jacques Louis Coquereau
Charles Jacques Louis Coquereau est un médecin français né à Paris en 1744 et mort en 1796.

## Biographie
Il fit ses premières études avec distinction au collège des Grassins, et commença le cours de sa licence en 1768, sous les auspices de Lorry, son allié. Des quatre thèses qu'il soutint, trois furent son ouvrage. Dans celle de physiologie An solidilali parlium corporis humani conférât aer (février 1769) et dans celle d'hygiène An aer corruptus expurgari possit? (mars il fit usage, avec autant d'élégance que de succès, de toutes les connaissances acquises à cette époque sur la chimie pneumatique. La thèse de pathologie présentait une question infiniment curieuse. Il s'agissait de prouver que les maladies chroniques ont des crises particulières : Ergo sui sunt morbis chronicis motus critici (février 1770). Quelque paradoxale que paraisse d'abord cette proposition, elle est démontrée par toute la force du raisonnement, et le suffrage des écrivains les plus célèbres. Enlevé par une mort prématurée, Louis-Antoine-Prosper Hérissant n'avait pas eu le temps de mettre la dernière main à la Bibliothèque physique de la France ; Coquereau, son ami, son confrère de licence, acheva cet ouvrage, à la tête duquel il plaça l'éloge historique de l'auteur (Paris, 1771, in-−8°). Cette bibliographie, contenant 1 562 articles, est insérée dans la Bibliothèque historique de la France par Fontette. Coquereau a encore achevé et mis au jour un autre ouvrage de Hérissant, sous ce titre : Jardin des Curieuse, ou Catalogue raisonné des plantes les plus belles et les plus rares, soit indigènes, soit étrangères, avec les noms français et latins, leur culture et les vertus particulières à chaque espèce, Paris, 1771, in-−8°. C'est la description du beau jardin qu'avait formé à Châtillon, près de Montrouge, Cochin, ancien échevin de Paris. Coquereau a publié, en commun avec Antoine-Laurent de Jussieu, une dissertation intitulée. : Economiam inler animalem et vegetabilem Analogia, Paris, 1770, in-−4°. Il fournit successivement aux éditeurs de la Galerie française les vies de Louis XIV, de Winslow, de l'abbé Chappe, de Deparcieux, de L'Écat, de d'Olivet et de Servandoni. Après avoir rempli les honorables fonctions de médecin des pauvres et celle dé professeur de physiologie et de pathologie aux écoles de la faculté, Coquereau mourut le 11 août 1796. Le docteur Lafisse a publié son éloge. Le professeur Hallé a aussi donné une courte notice sur Coquereau ; on la trouve en tête du catalogue de la bibliothèque de ce dernier, vendue aux enchères le 25 novembre 1796.

## Source
- « Charles Jacques Louis Coquereau », dans Louis-Gabriel Michaud, Biographie universelle ancienne et moderne : histoire par ordre alphabétique de la vie publique et privée de tous les hommes avec la collaboration de plus de 300 savants et littérateurs français ou étrangers, 2e édition, 1843-1865 [détail de l’édition]